# Theodor Olsson
Olof Theodor Emanuel Olsson, född 15 september 1879 i Stockholm, död där 14 februari 1954, var en svensk skådespelare och sceninspektör vid Dramaten.
Olsson scendebuterade 1901 och filmdebuterade 1917 i Mauritz Stillers Thomas Graals bästa film, och han kom att medverka i knappt tio filmer. Han var gift med skådespelerskan Ellen Borlander.

## Filmografi
- 1917 – Thomas Graals bästa film
- 1942 – Doktor Glas
- 1943 – Det brinner en eld
- 1943 – Elvira Madigan
- 1945 – I som här inträden
- 1945 – Svarta rosor
- 1946 – Johansson och Vestman
- 1946 – Det är min modell

## Teater

### Roller (ej komplett)
| År   | Roll   | Produktion                                              | Regi         | Teater   |
| ---- | ------ | ------------------------------------------------------- | ------------ | -------- |
| 1920 | Didier | Äventyret Gaston Arman de Caillavet och Robert de Flers | Karl Hedberg | Dramaten |